# Henri Kerels
Henri Kerels (Sint-Jans-Molenbeek, 8 augustus 1896 - Elsene, 15 december 1956) was een Belgisch kunstschilder en graficus.

## Biografie
Als jongeman werkte hij als schoenmaker en circusacrobaat.
Hij was in 1914-1915 leerling aan de Brusselse Academie voor Schone Kunsten en daarna werd hij leerling aan de Académie Libre "L'Effort".
In 1929 zou hij zelf docent graveerkunst worden aan de Academie van Sint-Jans-Molenbeek.
Kerels beoefende de meest courante figuratieve genres : figuren, portretten, genretaferelen, stillevens, landschappen en marines.
Hij had een grote genegenheid voor ambachtelijk werk, wat resulteerde in een album "Les petits Métiers" (1929) met etsen van een hele reeks kleine ambachten : laarzenmaker, zadelmaker, schoenmaker, kleermaker, boekbinder...
In 1930-1931 maakte hij een reis naar Belgisch-Congo die een grote invloed op zijn stijl zou hebben. Het resulteerde in schilderijen met Congolese figuren en landschappen. In 1932 publiceerde hij het grafiekalbum "Brousse" met tekst van Maurice Casteels. In 1935 ontwierp hij een affiche voor de Koloniale Loterij. Later werk is het album "Campine", een suite van 15 etsen uit 1944, gepubliceerd met een voorwoord van Louis Lebeer. Uit 1950 dateert het "Manuel de la gravure originale". Rond 1950 maakte hij nog een verrassende switch naar een non-figuratieve stijl.

## Musea
- Antwerpen
- Brussel, Koning Boudewijnstichting (in dépot in het BAM in Bergen)
- Oostende, Mu.ZEE
- Tervuren, Koninklijk Museum voor Midden-Afrika
- De Compagnie Maritime Belge publiceerde een reeks prentkaarten met Afrikaanse motieven gecreëerd door Henri Kerels.[2]

- Bibliothèque nationale de France: cb125110880 (data)
- Gemeinsame Normdatei: 1248880773
- International Standard Name Identifier: 0000 0001 1037 0265
- Nederlandse Thesaurus van Auteursnamen: 072259558
- RKD-Nederlands Instituut voor Kunstgeschiedenis: 43985
- Système universitaire de documentation: 034346341
- Union List of Artist Names: 500149572
- Virtual International Authority File: 7495528
- WorldCat: E39PBJkMPJVgWVVJrhY4WwWRrq